# Diocesi di Jotapa di Isauria

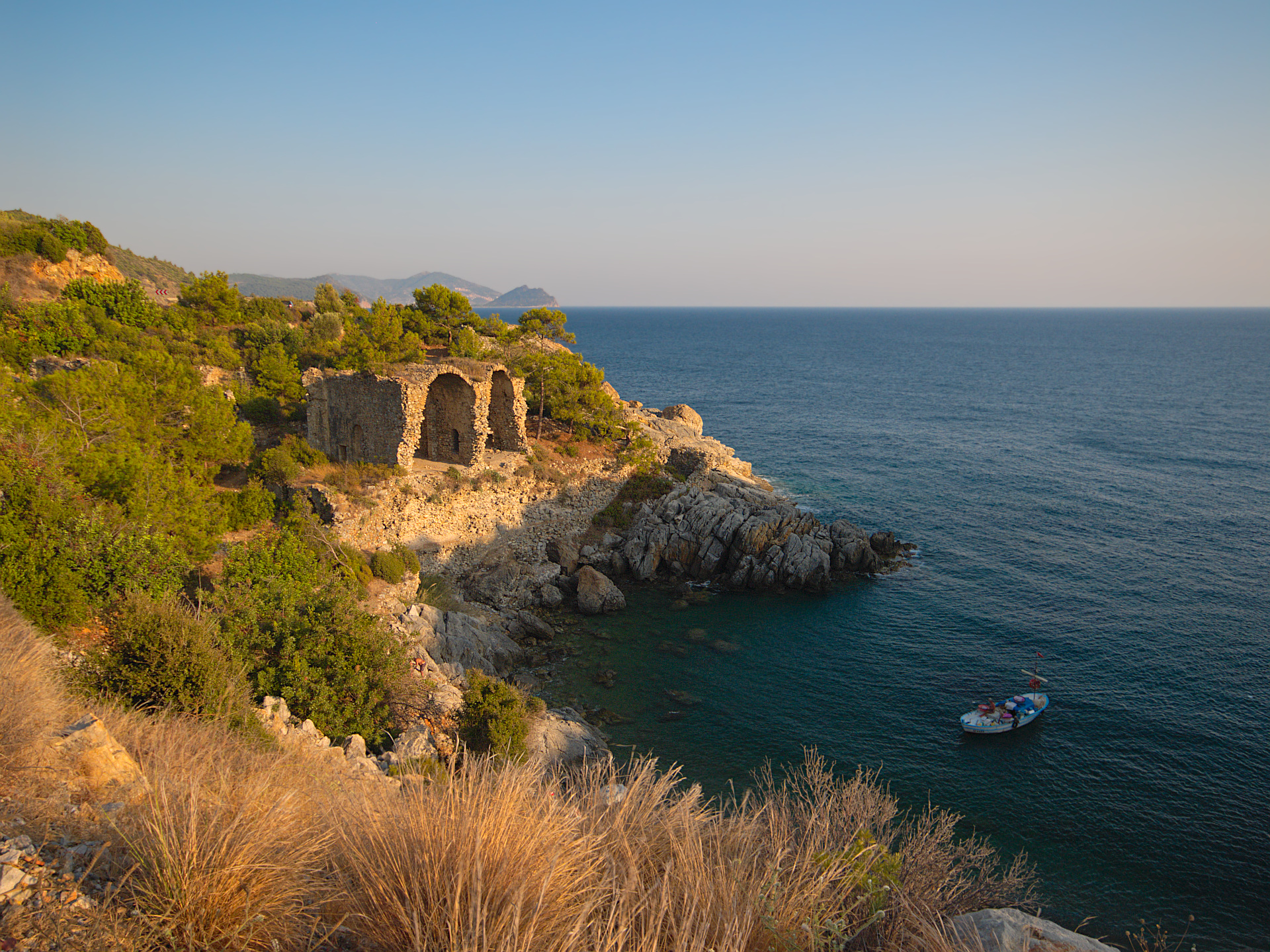
Rovine di una basilica bizantina di Jotapa di Isauria.

La diocesi di Jotapa di Isauria (in latino Dioecesis Iotapensis in Isauria) è una sede soppressa del patriarcato di Antiochia e una sede titolare della Chiesa cattolica.

## Storia
Jotapa di Isauria, identificabile con le rovine di Aytap, tra Gazipaşa e Alanya in Turchia, è un'antica sede episcopale della provincia romana di Isauria nella diocesi civile d'Oriente. Faceva parte del patriarcato di Antiochia ed era suffraganea dell'arcidiocesi di Seleucia.
Sono due i vescovi noti di quest'antica diocesi. Ammonio fu presente al concilio di Calcedonia del 451 e sottoscrisse nel 458 la lettera dei vescovi dell'Isauria all'imperatore Leone I dopo la morte di Proterio di Alessandria. La sigillografia ha restituito il nome del vescovo Giorgio, il cui sigillo è datato all'XI secolo. A questa diocesi Le Quien attribuisce anche il vescovo Mariniano, che prese parte al concilio indetto ad Antiochia del 445 per giudicare l'operato di Atanasio di Perre; Mariniano fu in realtà vescovo di Rusafa (ossia Sergiopoli).
La diocesi è menzionata nella Notitia episcopatuum del patriarcato di Antiochia della seconda metà del VI secolo. Per un certo periodo, dopo l'occupazione araba di Antiochia, l'Isauria fu annessa al patriarcato di Costantinopoli; la diocesi appare nelle Notitiae di questo patriarcato nel IX e X secolo.
Dal 1933 Jotapa di Isauria è annoverata tra le sedi vescovili titolari della Chiesa cattolica; la sede finora non è mai stata assegnata.

## Cronotassi dei vescovi greci
- Ammonio † (prima del 451 - dopo il 458)
- Giorgio † (XI secolo)